# Bachtijar Bajsieitow (zapaśnik)
Bachtijar Bagaszarowicz Bajsieitow (oryg. Бахтияр Багашарович Байсеитов; ur. 29 września 1971 w Fabricznym) – kazachski zapaśnik w stylu klasycznym. Dwukrotny olimpijczyk. Jedenasty zawodnik Igrzysk w Atlancie 1996 w kategorii 74 kg. Dziesiąty w Sydney 2000 w kategorii 76 kg.
Sześciokrotny uczestnik Mistrzostw Świata, złoty medal w 1998, srebrny w 1995. Złoty medal Igrzysk Azjatyckich w 1998 roku. Sześciokrotnie uczestniczył w Mistrzostwach Azji, pięć razy znalazł się na podium a dwukrotnie sięgnął po tytuł mistrza (1995 i 2000). Trzeci w Pucharze Świata w 1995 i 1997 roku.